# Кипарисовик Лоусона
Кипари́совик Ло́усона (лат. Chamaecýparis lawsoniána) — хвойное вечнозелёное дерево или высокий кустарник; вид рода Кипарисовик (Chamaecýparis) семейства Кипарисовые (Cupressáceae).
Вывезенный из Америки в 1854 году, он нашёл широкое распространение в Европе.

## Описание
Дерево с узкой кроной конической формы, достигает высоты 30-40 м (максимальная высота — 81 м) и по своему внешнему виду напоминает тую. В отличие от неё, вершина состоит из маленьких горизонтальных или повислых веточек. Кора чёрно-коричневая, чешуйчатая. Хвоя чешуйчатая. Мужские цветки — пурпурно-красные, женские — зеленоватые, расположены на конце побега. Шаровидные шишки, вначале зелёные, дозревают в сентябре, открываются, и из них вылетают мелкие крылатые семена.

## Ареал
Кипарисовик Лоусона в естественных условиях растет в Калифорнии и Орегоне, в горных долинах вдоль рек и ручьёв, расположенных на высоте 1 500 м над уровнем моря. В молодом возрасте дерево переносит тенистость, позднее становится более светолюбивым. Лучше всего растёт на лёгких влажных почвах.